# Старий цвинтар (Калуш)
Старий цвинтар у Калуші розташований у південно-захдній частині району Височанка.

## Історія
Поховання проводили протягом близько двох століть – з 1790 року до середини 1970-х. За деякими даними, тут є до 10 тис. поховань. Найстаріші, ідентифіковані, надгробки датуються 1810-1812-ми роками. Доти окремі райони міста мали свої кладовища, також окремий цвинтар мали калуські євреї.
Деякі надгробні камені є авторськими роботами (зокрема, це праці скульпторів Мар'яна Антоняка, Генріха Пер'є, Шинзера, Кордела та калуського скульптора Хоміцького – загалом близько 15-16 робіт). У своїх роботах Мар'ян Антоняк використовував червоний камінь, з якого зроблено хрести й тумби. Оздоблення – у вигляді маків чи листочків винограду. Зі скульптур – ангели або скорботна Діва Марія. Львівський скульптор Пер'є надавав перевагу чорному граніту. Пам'ятники виготовляли з мармуру, граніту чи пісковика. Більшість із таких надгробків є пам'ятками історії та мистецтва.

## Відомі поховання
- Дмитро Коржинський, учасник визвольних змагань[2]
- Маркел Роженковський, лікар; за часів ЗУНР очолював санітарну службу і лікарню Калуського повіту.
- батьки та брат українського прозаїка Михайла Козоріса
- родина священника Володимира Тисовського

## Галерея

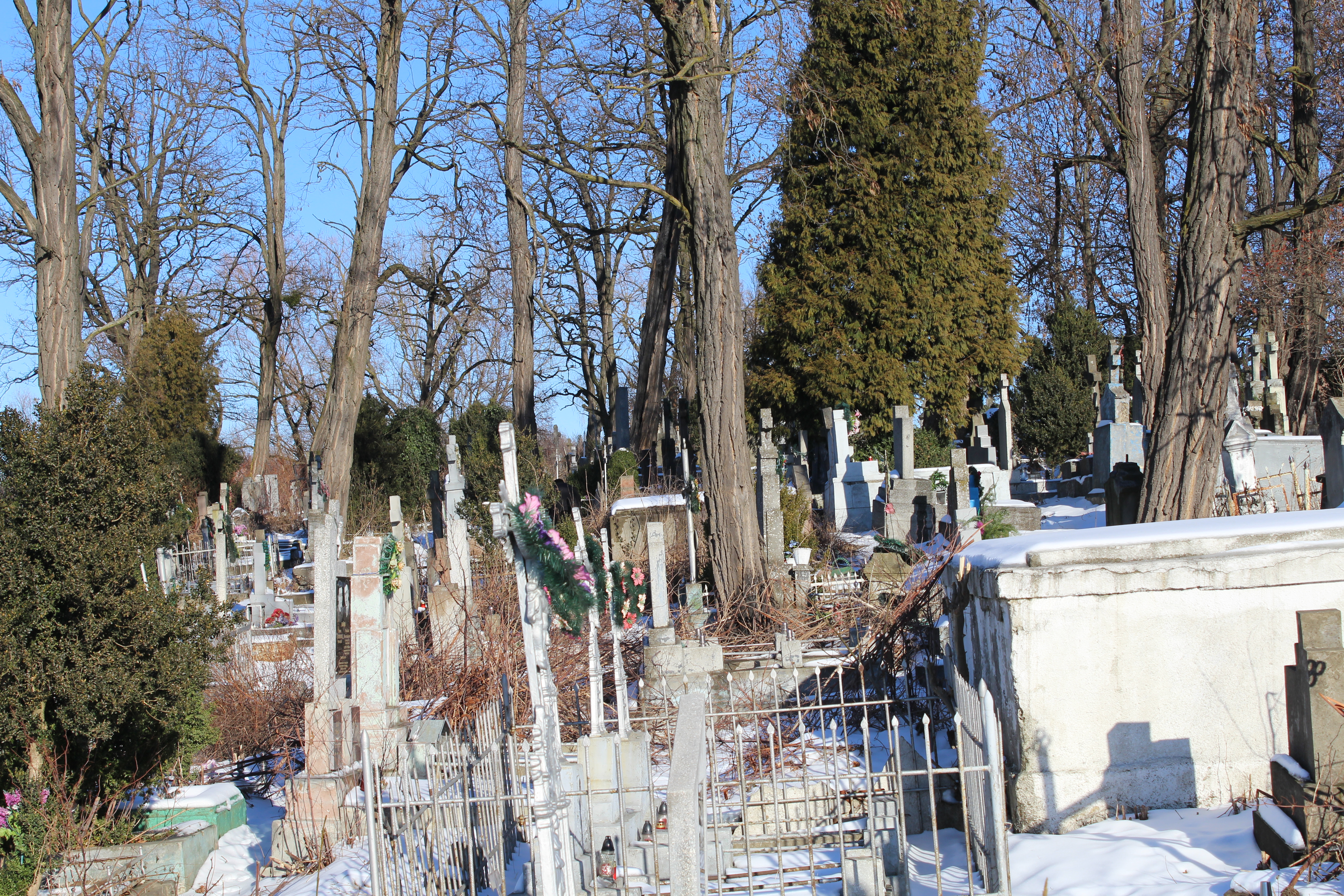
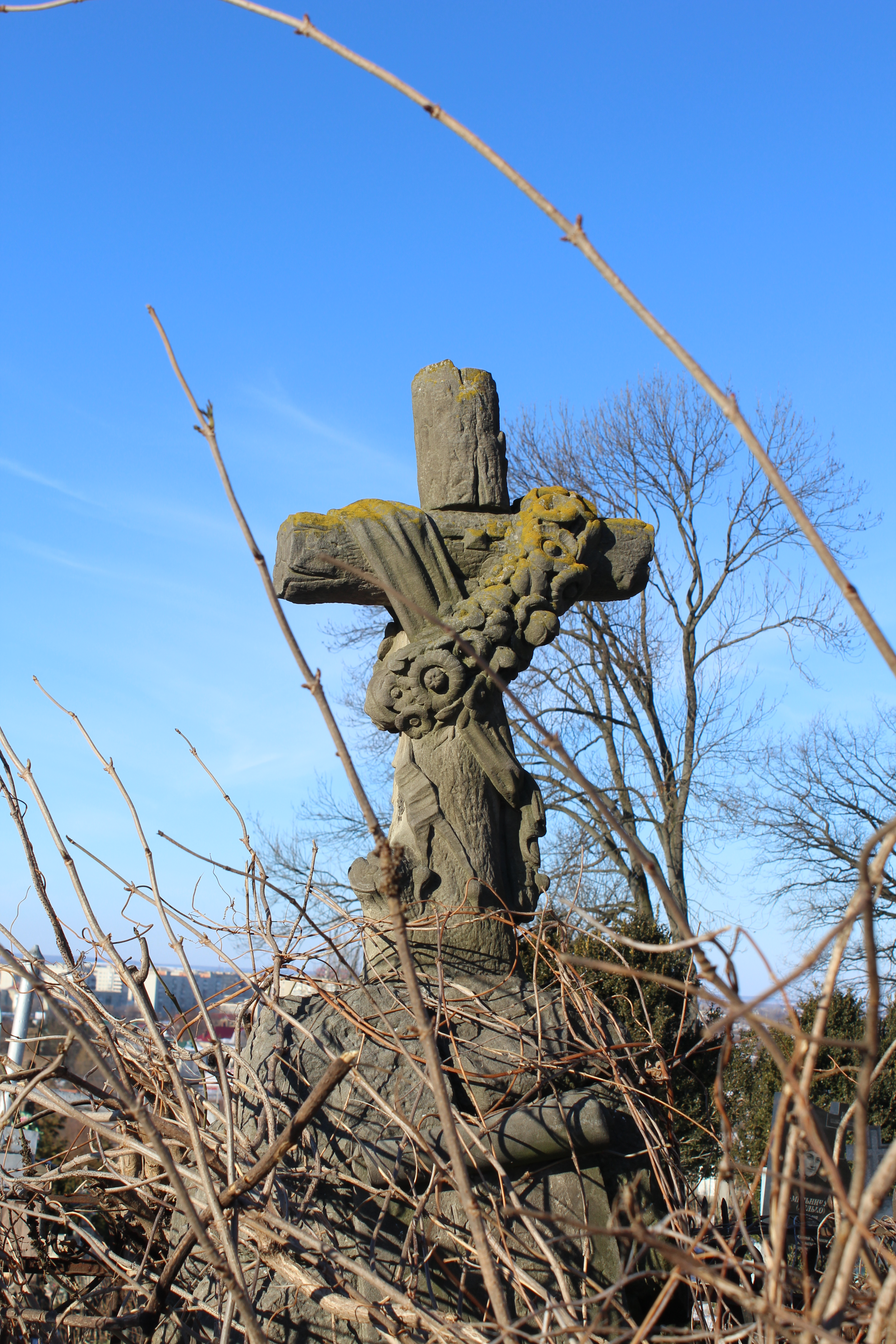
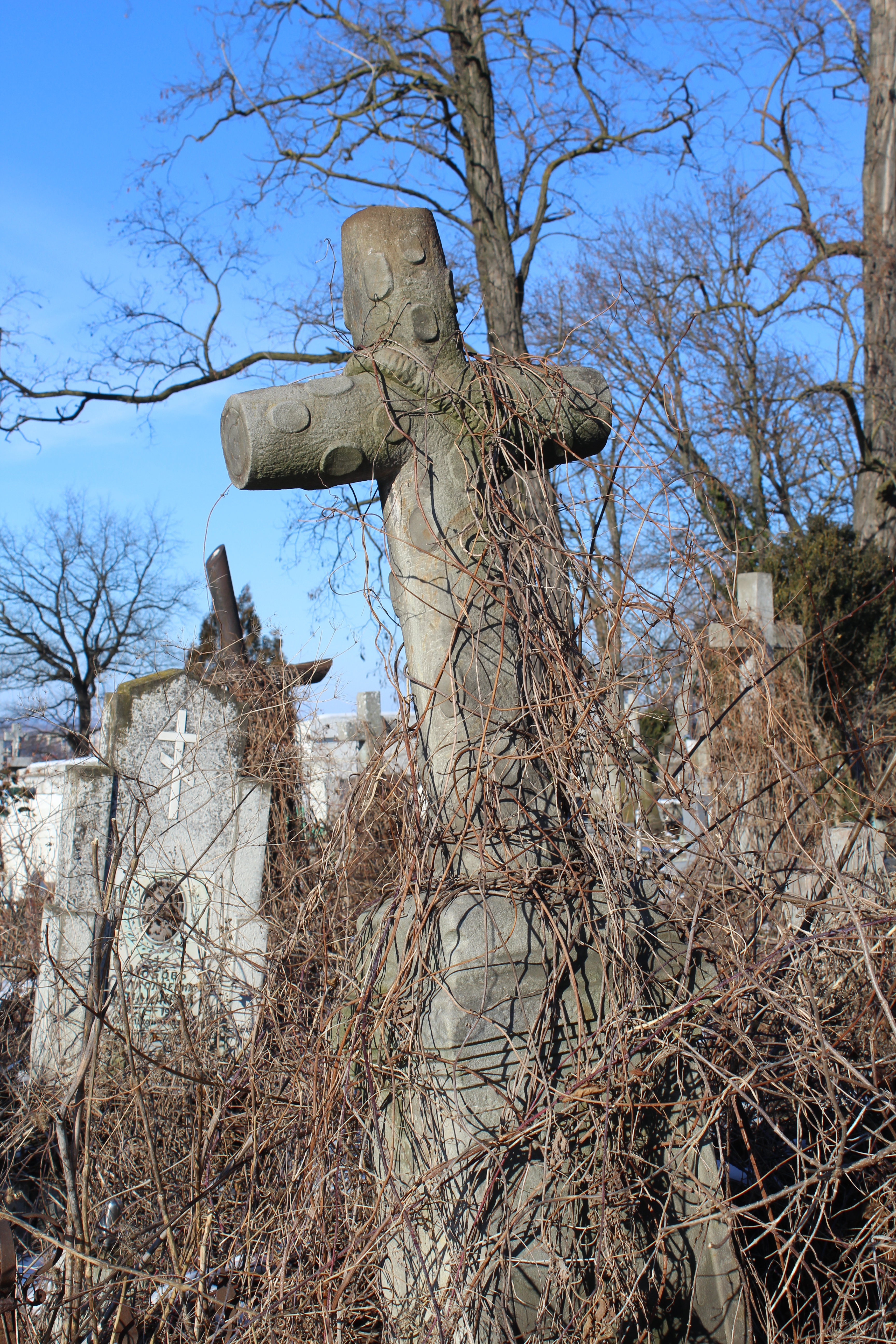
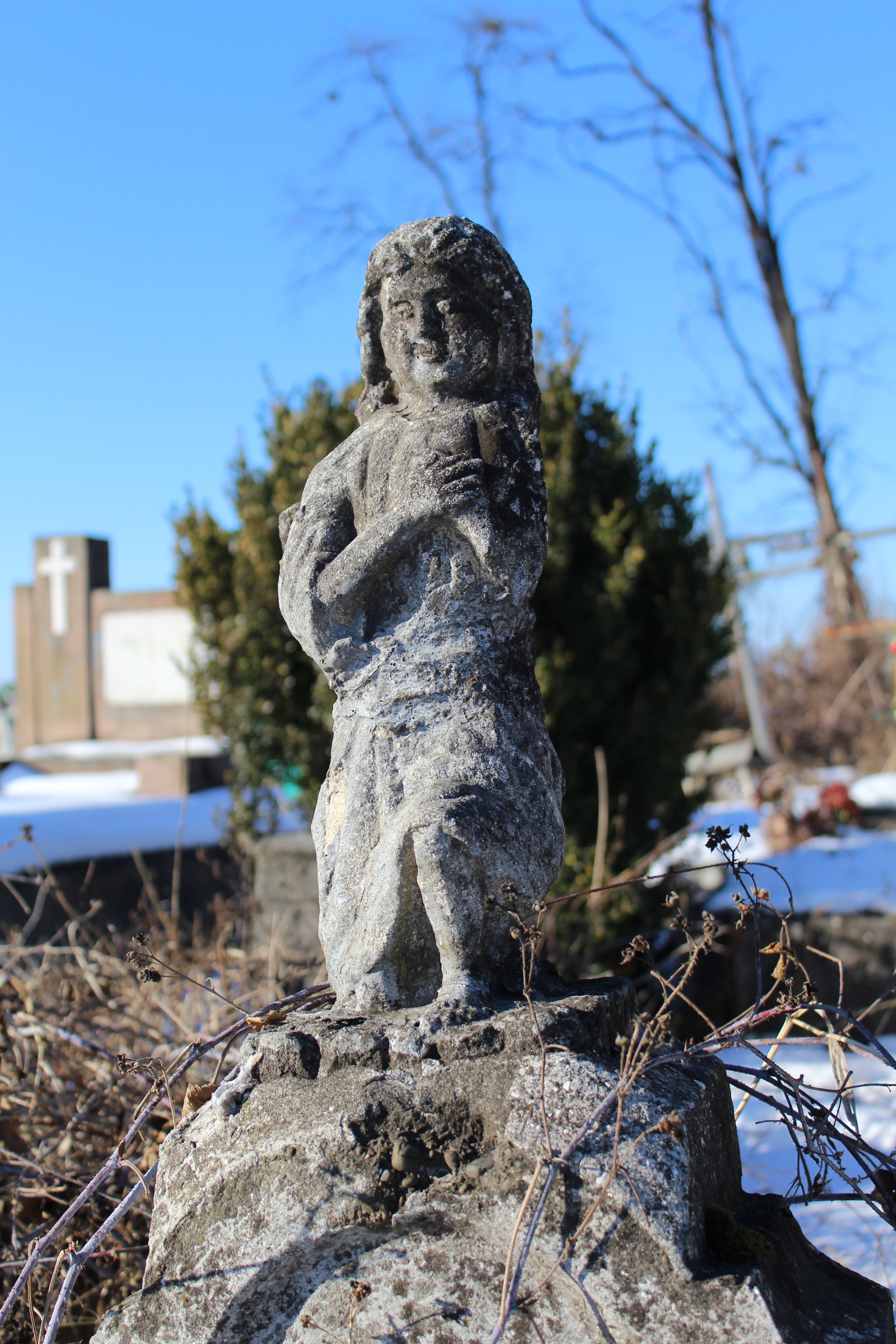
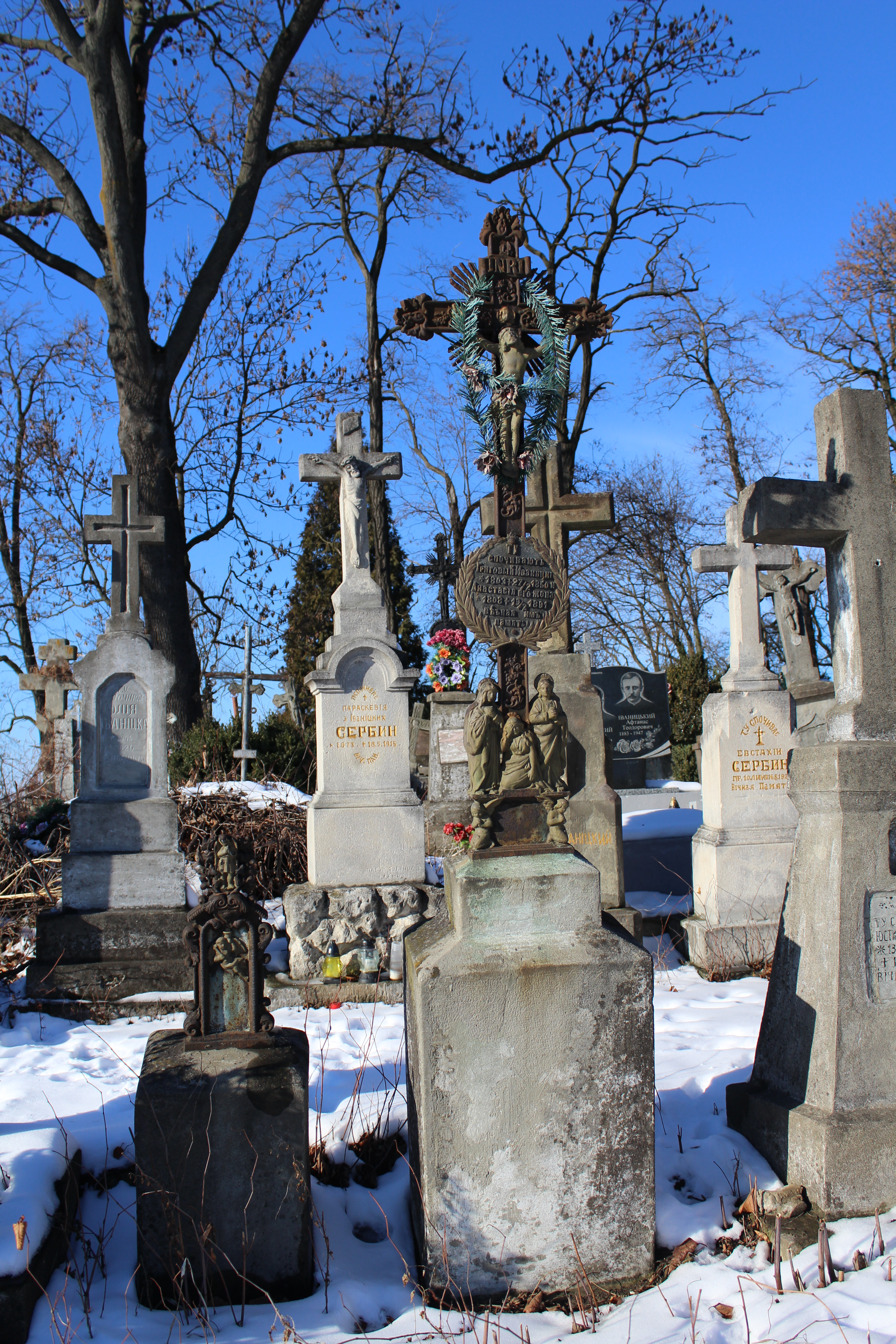
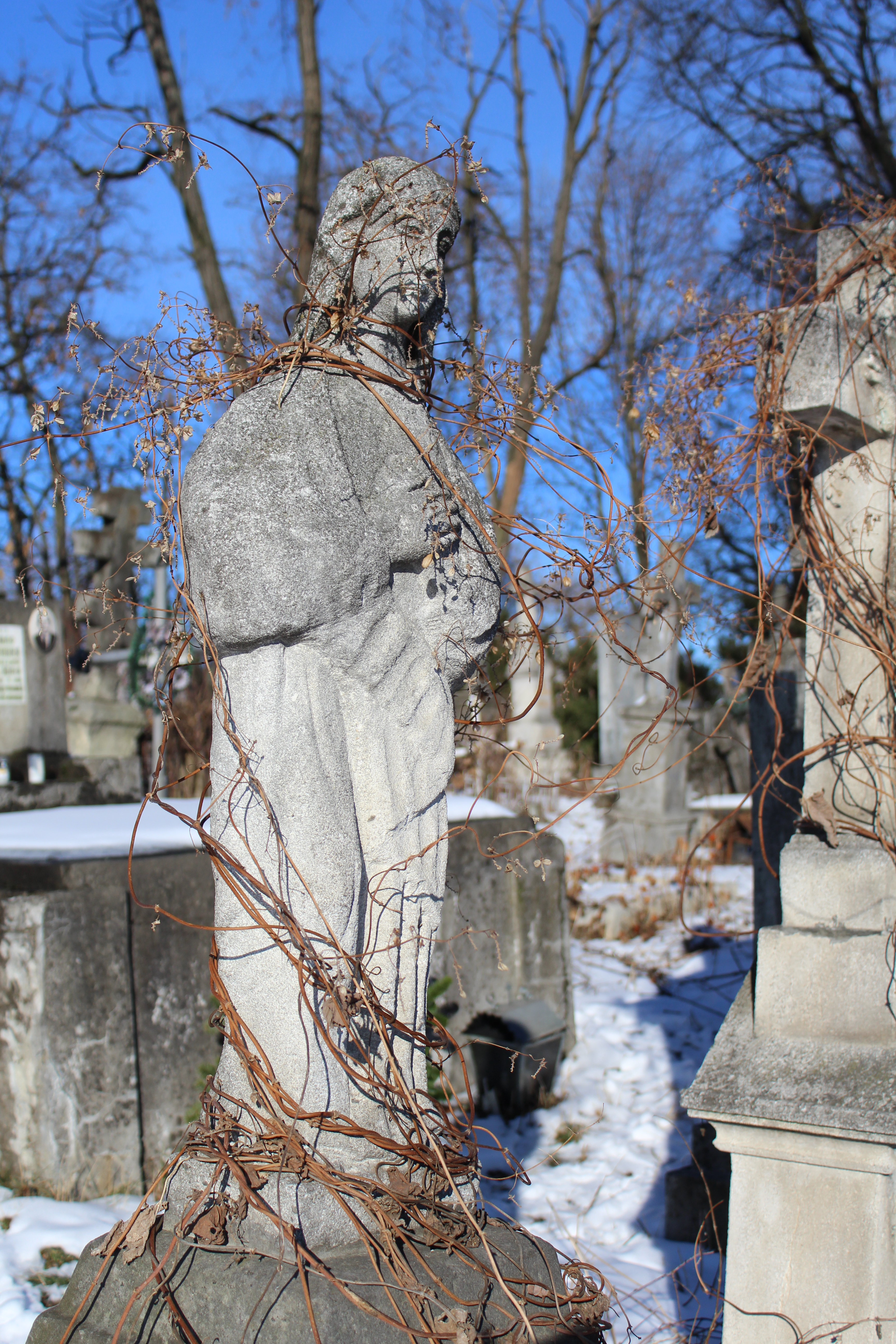
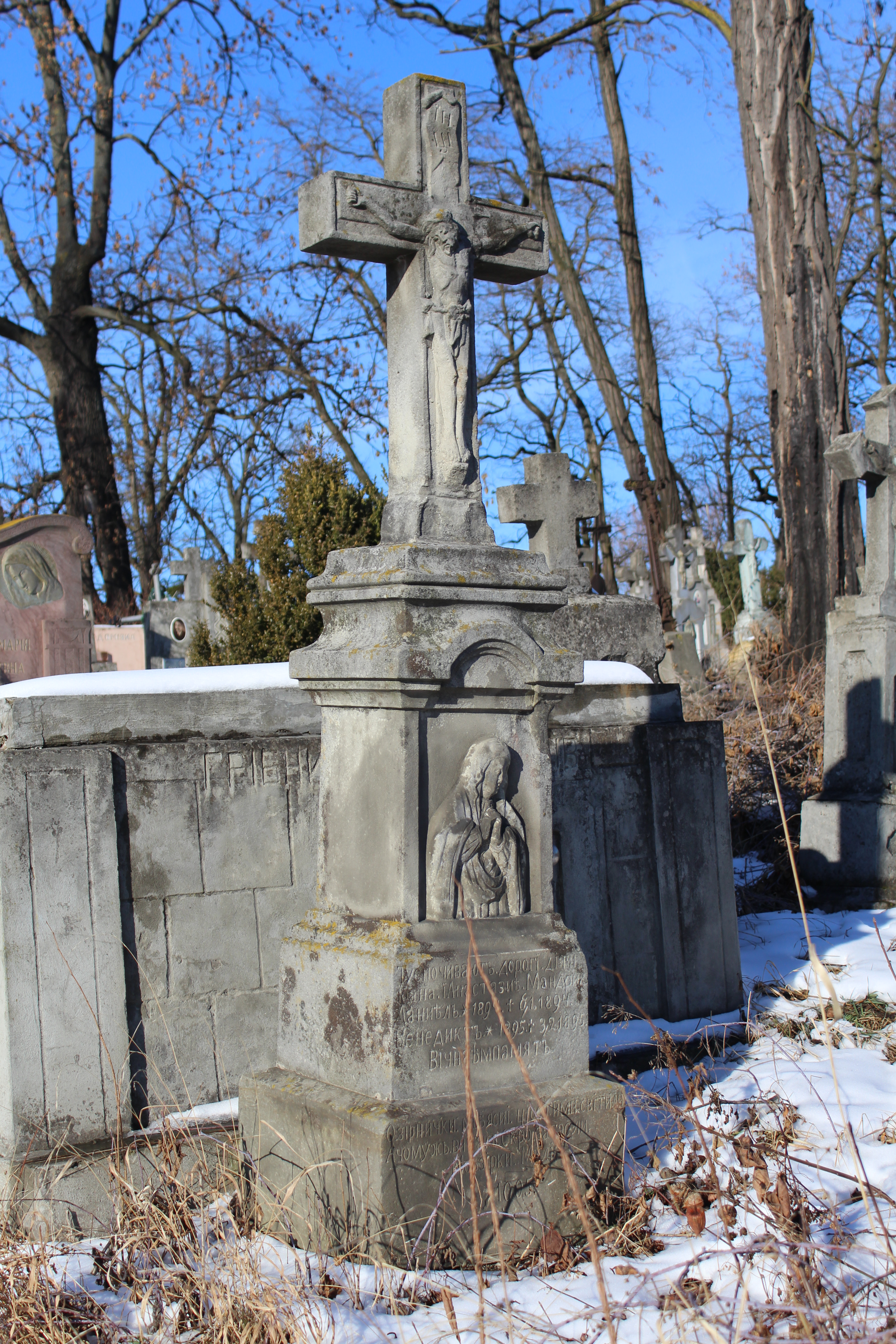
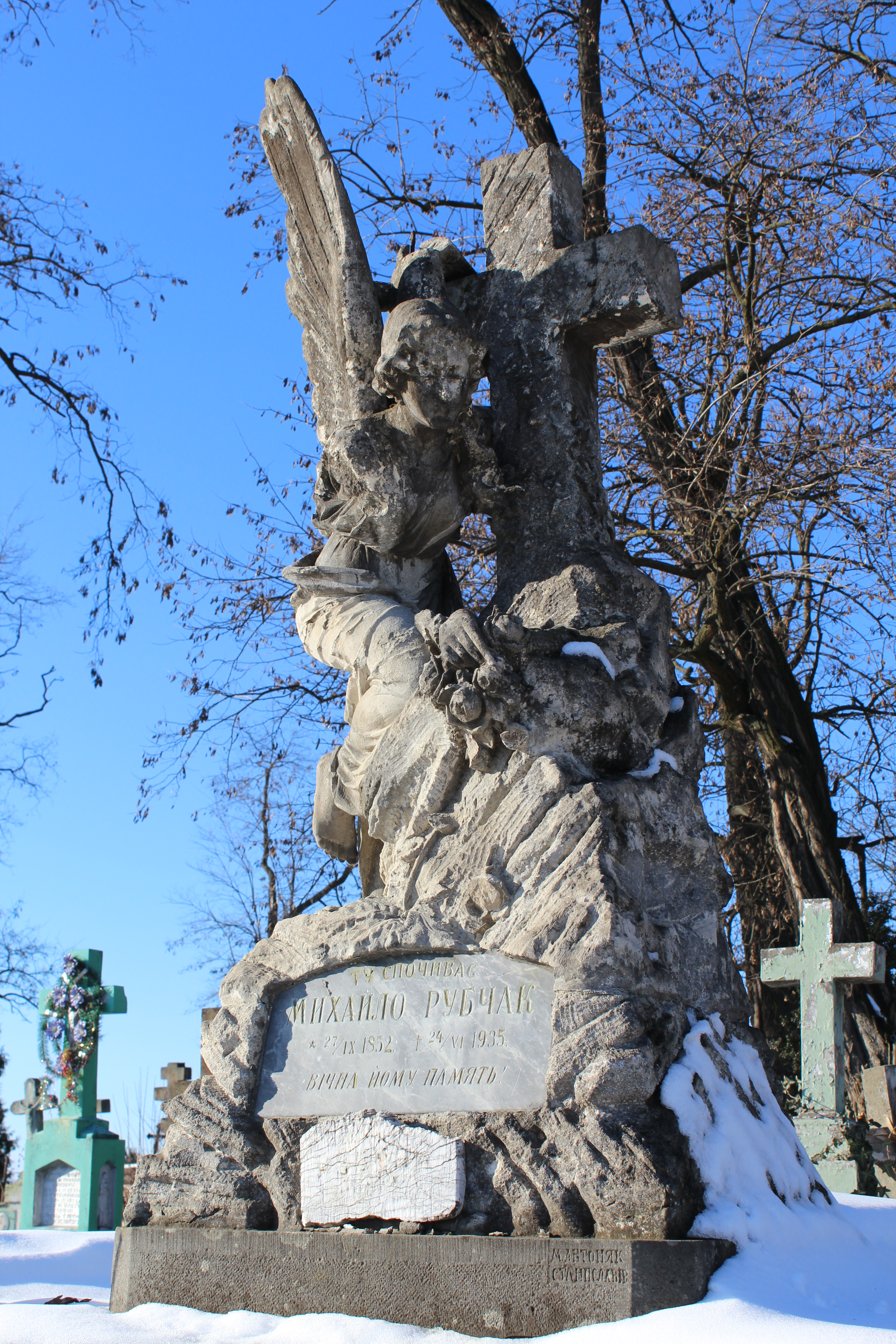